# Cavalier Bleu de Drancy
Pour les articles homonymes, voir Cavalier bleu.
 (juillet 2017).
Si vous disposez d'ouvrages ou d'articles de référence ou si vous connaissez des sites web de qualité traitant du thème abordé ici, merci de compléter l'article en donnant les références utiles à sa vérifiabilité et en les liant à la section « Notes et références ».
Le Cavalier Bleu de Drancy est un club d'échecs, situé à Drancy (Seine-Saint-Denis). Pendant les saisons 2008-2009 et 2009-2010, le club a évolué dans le Top 16, Championnat de France d'échecs des clubs. Il y revient au cours de la saison 2015-2016.

## Historique
Le Cavalier Bleu de Drancy, créé en 1972, doit son nom à la MJC « Bleue » dans laquelle il se réunissait à l'époque. En 1977, il remporte la coupe de Critérium Tour, compétition de la ligue d'Île-de-France.
Le Cavalier Bleu est champion de deuxième division Île-de-France en 1980. Durant la période qui suit, il accède à une division supérieure tous les quatre ans. Il est champion de la première division Île-de-France en 1984, champion de France de troisième division Nationale en 1988 et champion de France de deuxième division en 1992. 
Il demeure parmi les 16 meilleurs clubs de France pendant 11 ans jusqu'à la saison 2003-2004.
Il y revient lors de la saison 2005-2006 avant de redescendre en Nationale 1 après la saison 2006-2007. 
Lors de la saison 2014-2015, le Cavalier Bleu rejoint l'élite du Top 12 pour la saison 2015-2016 après avoir remporté son groupe de Nationale I.
L'équipe jeune a accédé à la troisième division Nationale en 2003 et 2009.

## Les personnalités du club

### Les joueurs titrés
Pour la saison 2016, Drancy compte dans ses rangs les grands-maîtres Arthur Kogan, Dmitri Komarov, Vladimir Petkov, Todor Todorov, Jean-Luc Chabanon. Les maîtres internationaux Manuel Bijaoui et Jean-Philippe Karr font également partie de l'équipe avec la maître féminin Marina Roumegous.
Claude Conan, né en 1930, et vice-champion de France en 1968 à Lyon est l'un des plus anciens membres du Cavalier Bleu.

### Les dirigeants
Jean Durpoix a fondé le club en 1972. Christophe Lomonte l'a remplacé en 2012. Daniel Buchy a pris le relais jusqu'en septembre 2015. Le président actuel, Manuel Casas, a grandi à Drancy.

## Effectif saison 2015-2016
Environ quatre-vingts joueurs sont membres du club. Les deux tiers ont moins de 16 ans. 
Outre l'équipe du Top 12 (équivalent première division, effectif ci-dessous), sept autres équipes évoluent dans diverses divisions.
| Nom                | Elo 10/2015      | Titre |
| ------------------ | ---------------- | ----- |
| Artur Kogan        | 2540             | GMI   |
| Dimitri Komarov    | 2571             | GMI   |
| Vladimir Petkov    | 2470             | GMI   |
| Todor Todorov      | (capitaine) 2495 | GMI   |
| Jean-Luc Chabanon  | 2474             | GMI   |
| Manuel Bijaoui     | 2392             | MI    |
| Jean-Philippe Karr | 2382             | MI    |
| Dylan McClain      | 2307             | f     |
| Marina Roumegous   | 2131             | MIf   |